# Кудин, Василий Савельевич
Василий Савельевич Кудин (1929 — 1987) — советский передовик сельского хозяйства. Герой Социалистического Труда (1966).

## Биография
Родился 23 октября 1929 года в городе Толочин, Толочинского района Оршанского округа Белорусской ССР в крестьянской семье.
В 1941 году окончил пять классов Толчинской средней школы. С 1941 по 1944 годы в период Великой Отечественной войны В. С. Кудин пережил немецко-фашистскую оккупацию. С 1944 года В. С. Кудин уехал на Урал, в город Молотов и после окончания курсов при ШФЗО, начал свою трудовую деятельность — подручным сталевара на Молотовском металлургическом заводе.
В 1947 году вернулся в Толчин, с 1947 по 1949 годы  работал рядовым колхозником, затем — водителем грузового автомобиля в колхозе «Тринадцать лет Октября» в деревне Новое Ртищево, Симоновского сельсовета Толочинского района.
С 1949 по 1950 годы проходил срочную службу в Советской армии в частях Беломорского военного округа.
С 1950 года работал санитаром районной санитарно-эпидемиологической станции.
С 1951 года после окончания курсов трактористов при Толочинской машинно-тракторной станции, работал механизатором, с 1953 года — механизатором широкого профиля в тракторной бригаде, которая обслуживала колхоз имени Фридриха Энгельса.
С 1964 года В. С. Кудин первым в районе возглавил механизированное звено с круглогодичным циклом выращивания картофеля, в первый же год механизаторы собрали неплохой урожай — по 200 центнеров картофеля на круг, а себестоимость каждого центнера оказалась меньше рубля. Умелая организация труда, использование передовой агротехники позволили звену В. С. Кудина увеличить урожайность возделываемой культуры до 250 центнеров с гектара. А в 1965 году  В. С. Кудин и его звено собрали — 7860 центнеров картофеля при хозрасчётном задании — 4500. Себестоимость центнера картофеля снизилась в семь раз и составила всего лишь — 98 копеек.
30 апреля 1966 года Указом Президиума Верховного Совета СССР «за выдающиеся  успехи, достигнутые в увеличении производства и заготовок картофеля, овощей и плодов»  Василий Савельевич Кудин был удостоен звания Героя Социалистического Труда с вручением Ордена Ленина и золотой медали «Серп и Молот».
В 1983 году звеном В. С. Кудина был выращен самый высокий в районе урожай клубней — по 285 центнеров с гектара.
Делегат XV съезда профсоюзов Белорусской ССР (1982), XIV съезда профсоюзов СССР (1968). Неоднократно избирался членом парткома и правления колхоза.
Умер после тяжёлой болезни 4 марта 1987 года.

## Награды
- Медаль «Серп и Молот» (30.04.1966)
- Орден Ленина (30.04.1966)
- Медали ВДНХ